# 佩滕菲斯特山麓采尔
佩滕菲斯特山麓采尔是奥地利上奥地利州弗克拉布鲁克县的一个市镇。总面积14平方公里，总人口1209人，人口密度86.4人/平方公里（2005年）。